# Gare de Higashi-Kakogawa
La gare de Higashi-Kakogawa (東加古川駅, Higashi-Kakogawa-eki) est une gare ferroviaire japonaise localisée dans la ville de Kakogawa, dans la préfecture de Hyōgo. Elle est exploitée par la compagnie JR West, sur la ligne Sanyō (ligne JR Kobe). Le numéro de gare est JR-A78.

## Situation ferroviaire
Établie à 18 mètres d'altitude, la gare de Higashi-Kakogawa est située au point kilométrique (PK) 35.5 de la ligne Sanyō.

## Histoire
Le 1er octobre 1961, la gare est inaugurée. Le 17 janvier 1995, la gare est fermée à cause du séisme de 1995 à Kobe. En 2003, la carte ICOCA devient utilisable en gare.
En 2014, la fréquentation journalière de la gare était de  13 787 personnes
| 2010   | 2011   | 2012   | 2013   | 2014   |
| 13 893 | 13 389 | 13 726 | 13 898 | 13 787 |

## Service des voyageurs

### Accueil
La gare dispose d'un guichet, ouvert tous les jours de 7 h à 20 h, de billetterie automatique verte pour l'achat de titres de transport pour shinkansen et train express. La carte ICOCA est également possible pour l’accès aux portillons d’accès aux quais.
La gare possède également un coin pour les consignes automatiques.

### Desserte
La gare de Higashi-Kakogawa dispose de deux quais et de trois voies. La desserte est effectuée par des trains rapides ou locaux.
| N° de voie | Ligne     | Direction         |
| ---------- | --------- | ----------------- |
| 1          | A JR Kobe | Kakogawa - Himeji |
| 2・3       | A JR Kobe | Sannomiya - Ôsaka |

### Intermodalité
Un arrêt de bus du réseau Shinki Bus et des bus de ville sont également disponibles près de la gare.